# Das Jahr des Erwachens
Das Jahr des Erwachens (im Original: L'Année de l'éveil) ist ein französisch-belgischer Film des Regisseurs Gérard Corbiau aus dem Jahr 1991 nach dem gleichnamigen, autobiographischen Roman des französischen Schriftstellers Charles Juliet.

## Handlung
Der Film spielt im Jahre 1948. Der 14-jährige François ist Schüler einer Militärschule in Aix-en-Provence und wird dort häufig von den Kameraden gehänselt. Seit sein Freund Bastien, mit dem er Rugby gespielt hat, als Soldat in Indochina getötet wurde, meidet er diesen Sport. Um sich der Gewalt der älteren Soldaten an der Militärschule zu wehren, fängt er heimlich zu boxen an. Als sein Gruppenführer (Julien) ihn dabei ertappt, trainiert er mit ihm, er, der selbst einmal französischer Meister war.
Der Gruppenführer entwickelt eine Freundschaft zu dem Jungen und nimmt ihn, der als Adoptivkind nicht nach Hause fahren kann, an den Wochenenden zu sich nach Hause mit. Julien ist mit der Italienerin Lena verheiratet, und sie haben ein Kind. Es wird jedoch bald deutlich, dass sich Julien mit ihr nicht sehr gut versteht, oft schlägt er sie. Sehr bald verliebt sich François in die erwachsene Frau, die seine Gefühle erwidert. „Sind Sie glücklich?“ fragt er sie. „An den Sonntagen schon“, antwortet sie. Eine Woche später verführt Lena den Jugendlichen und schläft mit ihm. Das erzeugt in ihm jedoch ambivalente Gefühle: Einerseits liebt er sie, andererseits fühlt er sich als Verräter an Julien.
Gleichzeitig schließt François mit einem neuen Mitschüler Freundschaft, der wegen eines selbstgebastelten Detektorempfängers Galène genannt wird. Er interessiert sich für Musik und hat eine Beethovenbüste aus Gips in seinem Spind stehen.
Andere Erfahrungen mit den Deutschen hat François’ Französischlehrer gemacht, der 15 Monate im KZ Dachau inhaftiert war. Diese Schilderung veranlasst François, eines Nachts im Kasernenhof einen Schwur zu leisten, gegen jegliche Form von Ungerechtigkeit zu kämpfen. Diese Einstellung bewirkt, dass er im Deutschunterricht aus Ekel vor Deutschland nicht mehr mitarbeitet. Der Deutschlehrer aber erteilt ihm eine Lektion: Erst dann, wenn man als Soldat über Leben und Tod zu entscheiden habe, stelle sich heraus, ob man ein Mensch oder ein Schwein ist. Das gelte für die Deutschen, für die Vietnamesen, aber auch für die Franzosen. Diese Einschätzung bewahrheitet sich bald in der Kaserne: ein Trupp älterer Soldaten überfällt nachts den Schlafsaal der jüngeren Schüler. Außerdem wird François nach dem Mittagessen brutal angegriffen. Dank seines Boxtrainings kann er sich des viel Kräftigeren erwehren und verschafft sich so die Anerkennung seiner Kameraden.
François’ Gruppenführer wird durch einen anderen Unteroffizier ersetzt, ein Sadist, der dem Jugendlichen zuvor schon übel gesonnen war. Einmal zerdrückt er mit den Stiefeln seine Hände, so dass er nicht mehr boxen kann. Diese Tortur nimmt François nicht mehr hin und provoziert ihn so sehr, dass er in eine Einzelzelle gesperrt wird. Der Prozess der Einweisung (Haarscheren auf Knien vor allen Kameraden) ist zwar schmerzlich, bringt ihm allerdings eine Menge Respekt ein. Außerdem beginnt er, auf einen Ratschlag von Galène hin, in der Zelle zu schreiben. „Ich schreibe“, sagt er, „ich bin glücklich.“
Einige Jahre später kämpft François zusammen mit Galène in Indochina, wobei letzterer an seiner Seite fällt. Zurück in Frankreich trifft François Lena, die in einem Lokal an der Küste als Kellnerin arbeitet, und erfährt, dass ihr Mann bei einem Unfall ums Leben kam. Trotz dieser traurigen Umstände überwiegt bei beiden die Freude, sich wiedergefunden zu haben.